# زاویه جنذور
زاویه جنذور (به عربی: زاویة جنزور) یک منطقهٔ مسکونی در لیبی است که در استان بطنان واقع شده‌است.